# Guus van den Heuvel
Guus van den Heuvel (Gemert-Bakel, 1998) is een Nederlandse handbalspeler.

## Biografie
Polman begon zijn handbalcarrière in De Mortel. Op zestienjarige leeftijd vertrok hij naar Bevo HC. Hij speelde enige tijd in het tweede team. In 2018 werd Van den Heuvel landskampioen met BEVO, waarmee hij uitkomt in de BENE-League.
1. Bram van Grunsven ·
2. Sybren Stijweg ·
8. Guus van den Heuvel ·
9. Nick de Kuyper ·
10. Jordin van Berlo ·
11. Niels Poot ·
12. Mika Schoolmeesters ·
14. Max de Lange ·
15.  Kobe Serras ·
18. Jeroen van den Beucken ·
19. Nick van den Beucken ·
21. Joris Gille ·
23. Niek Jordens ·
69. Ivo Verberne ·
79. Dario Polman ·
Coach:  Jo Smeets
· Assistent-coach: Lambert van Berlo
1. Mark van den Beucken ·
2. Sybren Stijweg ·
4. Joost Rombouts ·
6. Sjuul Rutten ·
7.  Vuk Stevanovic ·
8. Pim Augustinus ·
9.  Yuri Hiliuk ·
10. Jordin van Berlo ·
11. Niels Poot ·
12. Bram van Grunsven ·
13. Ron Klemann ·
14. Gergö Lovas ·
15.  Quinten Colman ·
16. Martijn ten Velde ·
17. Stefan van Gils ·
18. Jeroen van den Beucken ·
19. Nick van den Beucken ·
20. Bram Knippenbergh ·
21. Myron Smits ·
23. Niek Jordens ·
26. Guus van den Heuvel ·
32. Peter Schoenaker ·
79. Dario Polman ·
Coach:  Jo Smeets